# Brookline
Brookline es un pueblo ubicado en el condado de Norfolk en el estado estadounidense de Massachusetts. En el Censo de 2020 tenía una población de 63,191 habitantes y una densidad poblacional de 9,292.8 personas por km².
Brookline hace frontera con Newton (parte del condado de Middlesex) al oeste y Boston (parte del condado de Suffolk) al este, norte, sur, noroeste y suroeste, por lo tanto, son no contiguos con cualquier otra parte del condado de Norfolk. Brookline se convirtió en un enclave en 1873 cuando el pueblo vecino de West Roxbury fue anexado por Boston (y dejó el condado de Norfolk para unirse el condado de Suffolk) pero en Brookline se negaron a ser anexados por Boston después de que el debate sobre la anexión Brookline de Boston de 1873.
Brookline realmente separa la mayor parte de la ciudad de Boston (a excepción de un estrecho cuello o en el pasillo, cerca del río Charles) de sus barrios más occidental de Allston-Brighton, que había sido separada de la ciudad de Brighton.

## Historia
Una vez parte del territorio algonquina, Brookline fue colonizada por colonos europeos en el siglo XVII. El área era una parte periférica del asentamiento colonial de Boston y conocida como la aldea de Río Muddy. En 1705, se incorporó como ciudad independiente de Brookline. Las fronteras norte y sur de la ciudad fueron marcados por dos pequeños ríos o arroyos, de ahí el nombre. La frontera norte con Brighton (que a su vez era parte de Cambridge hasta 1807) fue Eperlano Brook. (Ese nombre aparece en los mapas de partida por lo menos desde 1852, pero en algún momento entre 1888 y 1925 el arroyo fue cubierto.) La frontera sur, que linda Boston, fue el río Muddy.
La ciudad de Brighton se fusionó con Boston en 1874, y la frontera de Boston-Brookline se vuelve a dibujar para conectar el nuevo barrio de Bay con Allston-Brighton. Esto creó una estrecha franja de tierra a lo largo del río Charles pertenecientes a Boston, Brookline corte fuera de la costa. También puso ciertas tierras al norte del río Muddy en el lado de Boston, incluyendo lo que ahora son Kenmore Square y Rincón Packard. La frontera norte sigue en curso la avenida Commonwealth, y en el noreste, la calle Santa María. Cuando el collar de esmeralda de parques y avenidas se diseñó para Boston por Frederick Law Olmsted en la década de 1890, el río Muddy fue integrado en el Parque Riverway y Olmsted, la creación de zonas verdes de acceso tanto por los residentes de Boston y Brookline.
A lo largo de su historia, Brookline resistó a ser absorbida por Boston, en particular por lo que el debate sobre la anexión Brookline de Boston de 1873 se decidió en favor de la independencia. Las ciudades vecinas de West Roxbury y Hyde Park Brookline relacionada con el resto del condado de Norfolk hasta que fueron anexados por Boston en 1874 y 1912, respectivamente, de ponerlos en el condado de Suffolk. Brookline ahora está separado del resto del condado de Norfolk.

## Geografía
Brookline se encuentra ubicado en las coordenadas 42°19′26″N 71°8′31″O / 42.32389, -71.14194. Según la Oficina del Censo de los Estados Unidos, Brookline tiene una superficie total de 17.65 km², de la cual 17.48 km² corresponden a tierra firme y (0.92%) 0.16 km² es agua.

## Demografía
Según el censo de 2010, había 58.732 personas residiendo en Brookline. La densidad de población era de 3.328,42 hab./km². De los 58.732 habitantes, Brookline estaba compuesto por el 76.65% blancos, el 3.37% eran afroamericanos, el 0.11% eran amerindios, el 15.64% eran asiáticos, el 0.02% eran isleños del Pacífico, el 1.24% eran de otras razas y el 2.97% pertenecían a dos o más razas. Del total de la población el 5.05% eran hispanos o latinos de cualquier raza.

## Residentes notables
- Jeff Adrien, (n. 1986).
- Eddie Andelman.
- Larz Anderson.
- William Aspinwall, (1743–1823).
- Ray Atherton (1883–1960).
- Saul Bellow.
- Larry Bird.
- Ran Blake.
- Michael Bloomberg.
- Zabdiel Boylston.
- Richard Burgin.
- Michael A. Burstein (n. 1970).
- Stanley Cavell (n. 1926).
- Herman Chernoff (n. 1923).
- Zach Cone.
- James Driscoll.
- Michael Dukakis (n. 1933).
- Theo Epstein (n. 1973).
- Hank Eskin.
- Frederick Perry Fish.
- Kenny Florian.
- Edward Fredkin.
- Peter Gammons.
- King Gillette.
- Sheldon Lee Glashow.
- John Goddard, (1730–1816).
- Robert R. Glauber.
- John Hodgman (n. 1971).
- Levi Yitzchak Horowitz, (1921–2009).
- Richard Jones.
- John F. Kennedy (1917–1963).
- Robert F. Kennedy (1925–1968).
- Louise Andrews Kent (1886–1969).
- Robert Kraft (n. 1942).
- Jon Krakauer (n. 1954).
- Michio Kushi.
- Abbott Lawrence Lowell (1856–1943).
- Amy Lowell.
- Eddie Lowery (1903–1984).
- Larry Lucchino (n. 1945).
- Roger Miller.
- Marvin Minsky (n. 1927).
- Abelardo Morell (n. 1948).
- Nicholas Nixon.
- Conan O'Brien (n. 1963)
- Frederick Law Olmsted (1822–1903).
- Francis Ouimet (1893–1967).
- Esther Petrack.
- Henry Varnum Poor.
- Rishi Reddi.
- Steve Rochinski (n. 1954).
- Dan Rosenthal (n. 1966).
- Conrad Salinger (1901–1962).
- Rabbi Joseph B. Soloveitchik (1903–1993).
- Lawrence Summers.
- Paul Szep.
- James Taylor.
- Michelle Thomas (1968–1998).
- Mike Wallace (n. 1918).
- Stephen Walt.
- Barbara Walters (n. 1929).
- Robert Weinberg.
- David Weinberger.
- Los Weld.
- William A. Wellman.
- Mikey Welsh.
- Gary K. Wolf.
- Moshe Yanai.